# Boris von Smercek
Boris von Smercek (* 13. März 1968 in Marbach am Neckar) ist ein deutscher Schriftsteller. 
Er wollte ursprünglich Filmregisseur werden, studierte dann jedoch Betriebswirtschaft. Von 1988 bis 2001 war er bei der Kreissparkasse Ludwigsburg unter anderem im Bereich Projektmanagement tätig. Seit 2001 ist er freiberuflicher Autor, Projektberater und Seminartrainer.
Von Smercek lebt mit seiner Familie in Asperg.

## Werke
- Tod im Regenwald 1998
- Die Spur der Ratten 1999
- Das Gold der Veracruz 2000
- Das Dschungel-Seminar 2002
- Das Matthäus-Projekt 2004
- Hannibals Märchen 2004
- Der zweite Gral 2005
- R_EVOLUTION 2006
- Incognita 2007
- R_EVOLUTION - Neuauflage 2008